# Heterorachis abdita
Heterorachis abdita là một loài bướm đêm trong họ Geometridae.